# Hydraena jilanzhui
Hydraena jilanzhui är en skalbaggsart som beskrevs av Manfred A. Jäch och Díaz 2005. Hydraena jilanzhui ingår i släktet Hydraena och familjen vattenbrynsbaggar. Inga underarter finns listade i Catalogue of Life.